# Clássico Verde-Amarelo
Clássico Verde-Amarelo é o clássico de futebol brasileiro entre o Brasiliense Futebol Clube e a Sociedade Esportiva do Gama, dois clubes do Distrito Federal. Como a rivalidade entre as equipes começou na década de 2000, com a fundação do Brasiliense, o confronto por vezes é chamado também de Clássico Caçula.

## História
Fundando em 1975, o Gama é um dos clubes mais tradicionais do Distrito Federal, juntamente com o Brasília, com quem faz o chamado Clássico Candango. Ao lado de clubes como o Taguatinga e o Sobradinho, o Brasília dominou o Campeonato Candango na década de 1980, mas a situação mudou a partir dos anos 1990 e o Gama passou a prevalecer no cenário local. Com o enfraquecimento dos outros times brasilienses, o Gama se viu praticamente sem rivais no Distrito Federal até o surgimento do Brasiliense, em 2000.
Um dos principais pivôs da rápida rivalidade entre as equipes foi o ex-senador cassado Luiz Estevão, fundador do Brasiliense. Condenado pelos crimes de peculato, corrupção ativa e estelionato em 2016, o polêmico dirigente sempre atiçou os torcedores do Gama, com episódios marcantes, como por exemplo quando fez gestos obscenos para os rivais ou quando construiu um barraco de madeira na arquibancada do Bezerrão para provocar o clube alviverde.
Outro fator para a rivalidade foi o bom momento dos clubes no início dos anos 2000. Após conquistar a Série B do Campeonato Brasileiro em 1998, o Gama tornou-se figura frequente na Série A, onde permaneceu por quatro anos consecutivos. Já o Brasiliense, com apenas dois anos de vida, foi campeão da Série C e vice-campeão da Copa do Brasil em 2002, vencendo ainda a Série B de 2004 e assim chegando também à elite do futebol nacional. Como principais forças do futebol brasiliense, o Periquito e o Jacaré passaram a fazer o clássico local de maior rivalidade: na primeira década do século XXI, foram diversos confrontos e jogos decisivos pelo Campeonato Brasiliense, além de disputas pela Série B e pela Copa Centro-Oeste.
Ao todo, as equipes se encontraram em cinco finais do Campeonato Candango, com quatro títulos para o Gama e um para o Brasiliense. Em outras três ocasiões, o campeão da competição foi decidido em um confronto entre os dois clubes, mas não era uma final: em 2004, o Jacaré derrotou o rival na decisão do 2º turno e ficou com o título após ter vencido também o 1º turno. Já em 2005 e 2006, a fase final era um quadrangular e em ambas as ocasiões o Brasiliense garantiu o troféu após um jogo contra o Periquito.

## Confrontos
| Vitória do Brasiliense | Empate | Vitória do Gama | Jogo decidiu título |

### Anos 2000
| N.º | Data       | Torneio           | Estádio        | Casa        | Visitante   | Placar | Gols (casa)                                             | Gols (visitante)                   | Ref.          |
| --- | ---------- | ----------------- | -------------- | ----------- | ----------- | ------ | ------------------------------------------------------- | ---------------------------------- | ------------- |
| 1   | 18/02/2001 | Candango          | Mané Garrincha | Brasiliense | Gama        | 3–1    | Alan 31', Weldon 46', Rodrigo Jaú 64'                   | Carlos Alberto 79'                 | [ 17 ] [ 18 ] |
| 2   | 18/04/2001 | Candango          | Bezerrão       | Gama        | Brasiliense | 0–2    |                                                         | Weldon ?', ?'                      | [ 17 ]        |
| 3   | 27/05/2001 | Candango          | Bezerrão       | Gama        | Brasiliense | 3–2    | Abimael 2', Alessandro Bocão 21', Lindomar 48'          | Jacques 59' (pen), Weldon 83'      | [ 19 ]        |
| 4   | 02/06/2001 | Candango          | Serejão        | Brasiliense | Gama        | 1–2    | Iranildo 18'                                            | Alessandro Bocão 48', Rodrigão 90' | [ 9 ]         |
| 5   | 09/02/2002 | Copa Centro-Oeste | Bezerrão       | Gama        | Brasiliense | 1–0    | Deda 59'                                                |                                    | [ 20 ]        |
| 6   | 23/03/2002 | Copa Centro-Oeste | Serejão        | Brasiliense | Gama        | 0–1    |                                                         | Anderson Barbosa 27'               | [ 21 ]        |
| 7   | 09/06/2002 | Candango          | Serejão        | Brasiliense | Gama        | 0–0    |                                                         |                                    | [ 22 ]        |
| 8   | 03/07/2002 | Candango          | Bezerrão       | Gama        | Brasiliense | 2–1    | Anderson Barbosa 44', Dimba 63' (pen)                   | Nen 79'                            | [ 23 ]        |
| 9   | 07/08/2002 | Amistoso          | Serejão        | Brasiliense | Gama        | 1–1    | Wellington Dias 24'                                     | Rafael Toledo 87'                  | [ 24 ]        |
| 10  | 19/02/2003 | Candango          | Bezerrão       | Gama        | Brasiliense | 1–0    | Leonardo Manzi 59'                                      |                                    | [ 25 ]        |
| 11  | 16/03/2003 | Candango          | Serejão        | Brasiliense | Gama        | 1–1    | Túlio 64'                                               | Goeber 51'                         | [ 26 ]        |
| 12  | 23/03/2003 | Candango          | Bezerrão       | Gama        | Brasiliense | 4–1    | Nen 3', Leonardo Manzi 27', 33', Rodriguinho 83'        | Wellington Dias 36'                | [ 10 ]        |
| 13  | 15/07/2003 | Série B           | Serra Dourada  | Gama        | Brasiliense | 0–2    |                                                         | Paulo Isidoro 8', Carlinhos 48'    | [ 27 ]        |
| 14  | 20/03/2004 | Candango          | Bezerrão       | Gama        | Brasiliense | 2–1    | Weslley 46', Carlos Eduardo 50'                         | Val Baiano 62'                     | [ 28 ]        |
| 15  | 10/04/2004 | Candango          | Serejão        | Brasiliense | Gama        | 1–0    | Jairo 68'                                               |                                    | [ 14 ]        |
| 16  | 13/02/2005 | Candango          | Bezerrão       | Gama        | Brasiliense | 2–2    | Maia 17', Bobby 24'                                     | Robston 52', 87'                   | [ 29 ]        |
| 17  | 12/03/2005 | Candango          | Serejão        | Brasiliense | Gama        | 0–0    |                                                         |                                    | [ 30 ]        |
| 18  | 26/03/2005 | Candango          | Bezerrão       | Gama        | Brasiliense | 1–3    | Tico 48'                                                | Iranildo 35', 59', Giovani 38'     | [ 31 ]        |
| 19  | 17/04/2005 | Candango          | Serejão        | Brasiliense | Gama        | 3–0    | Iranildo 10', Igor 59', Tiano 62'                       |                                    | [ 15 ]        |
| 20  | 15/01/2006 | Candango          | Serejão        | Brasiliense | Gama        | 2–1    | Allan Dellon 11', Iranildo 66'                          | Canela 10'                         | [ 32 ]        |
| 21  | 08/02/2006 | Candango          | Mané Garrincha | Gama        | Brasiliense | 1–1    | Victor 44'                                              | Índio 90'                          | [ 33 ]        |
| 22  | 05/03/2006 | Candango          | Serejão        | Brasiliense | Gama        | 2–0    | Joãozinho 68', Allan Dellon 73'                         |                                    | [ 34 ]        |
| 23  | 02/04/2006 | Candango          | Mané Garrincha | Gama        | Brasiliense | 0–0    |                                                         |                                    | [ 16 ]        |
| 24  | 29/07/2006 | Série B           | Serejão        | Brasiliense | Gama        | 0–2    |                                                         | Thiaguinho 45+2', Lindomar 89'     | [ 35 ]        |
| 25  | 31/10/2006 | Série B           | Mané Garrincha | Gama        | Brasiliense | 3–2    | Vanderlei 29', 31', Fábio Oliveira 53'                  | Josiel 22', 65'                    | [ 36 ]        |
| 26  | 04/03/2007 | Candango          | Mané Garrincha | Gama        | Brasiliense | 0–0    |                                                         |                                    | [ 37 ]        |
| 27  | 21/04/2007 | Candango          | Serejão        | Brasiliense | Gama        | 2–2    | Rodriguinho 22', Maia 44'                               | André Borges 62', Luciano 78'      | [ 38 ]        |
| 28  | 05/06/2007 | Série B           | Serejão        | Brasiliense | Gama        | 0–0    |                                                         |                                    | [ 39 ]        |
| 29  | 07/09/2007 | Série B           | Mané Garrincha | Gama        | Brasiliense | 1–2    | Val Baiano 90+5' (pen)                                  | Dimba 50', Allan Dellon 52'        | [ 40 ]        |
| 30  | 16/02/2008 | Candango          | Mané Garrincha | Gama        | Brasiliense | 0–1    |                                                         | Dimba 11'                          | [ 41 ]        |
| 31  | 06/04/2008 | Candango          | Serejão        | Brasiliense | Gama        | 0–2    |                                                         | Dendel 50', Tiago Bezerra 76'      | [ 42 ]        |
| 32  | 21/06/2008 | Série B           | Mané Garrincha | Gama        | Brasiliense | 1–0    | Pedro Paulo 40'                                         |                                    | [ 43 ]        |
| 33  | 20/09/2008 | Série B           | Serejão        | Brasiliense | Gama        | 3–2    | Iranildo 48', Edinho 84', Diogo 88'                     | Thiaguinho 32', Pedro Paulo 72'    | [ 44 ]        |
| 34  | 01/02/2009 | Candango          | Bezerrão       | Gama        | Brasiliense | 1–1    | Keké 67'                                                | Iranildo 58'                       | [ 45 ]        |
| 35  | 07/03/2009 | Candango          | Serejão        | Brasiliense | Gama        | 4–0    | Ailson 8', Adrianinho 36', Iranildo 53', Ricardinho 81' |                                    | [ 46 ]        |
| 36  | 25/03/2009 | Candango          | Bezerrão       | Gama        | Brasiliense | 0–1    |                                                         | Gustavo Papa 79'                   | [ 47 ]        |
| 37  | 19/04/2009 | Candango          | Serejão        | Brasiliense | Gama        | 1–1    | Gustavo Papa 78'                                        | Eduardo 50'                        | [ 48 ]        |

### Anos 2010
| N.º | Data       | Torneio  | Estádio        | Casa        | Visitante   | Placar | Gols (casa)                                           | Gols (visitante)                | Ref.   |
| --- | ---------- | -------- | -------------- | ----------- | ----------- | ------ | ----------------------------------------------------- | ------------------------------- | ------ |
| 38  | 31/01/2010 | Candango | Bezerrão       | Gama        | Brasiliense | 3–1    | Kabrine 10', Keké 12', Ferrugem 32'                   | Iranildo 11'                    | [ 49 ] |
| 39  | 07/03/2010 | Candango | Serejão        | Brasiliense | Gama        | 2–0    | Vanderlei 13', Iranildo 28'                           |                                 | [ 50 ] |
| 40  | 19/01/2011 | Candango | Serejão        | Brasiliense | Gama        | 0–0    |                                                       |                                 | [ 51 ] |
| 41  | 19/02/2011 | Candango | Bezerrão       | Gama        | Brasiliense | 1–2    | Ederson 19'                                           | Rômulo 53', 59'                 | [ 52 ] |
| 42  | 26/03/2011 | Candango | Bezerrão       | Gama        | Brasiliense | 0–3    |                                                       | Rômulo 45' (pen), 48', 75'      | [ 53 ] |
| 43  | 30/04/2011 | Candango | Serejão        | Brasiliense | Gama        | 1–2    | Teco 43'                                              | Ederson 36', Hugo 38'           | [ 54 ] |
| 44  | 07/05/2011 | Candango | Bezerrão       | Gama        | Brasiliense | 1–1    | Hugo 86'                                              | Raphael 90+1'                   | [ 55 ] |
| 45  | 14/05/2011 | Candango | Serejão        | Brasiliense | Gama        | 0–0    |                                                       |                                 | [ 11 ] |
| 46  | 03/03/2012 | Candango | Bezerrão       | Gama        | Brasiliense | 3–2    | Paulo Renê 12' (pen), Kelvin ?', ?'                   | Teco 4', Ferrugem ?' (pen)      | [ 56 ] |
| 47  | 02/05/2012 | Candango | Serejão        | Brasiliense | Gama        | 4–1    | Beto Acosta 17', 26', Tallys 85', 90'                 | Marcelo 20' (pen)               | [ 57 ] |
| 48  | 07/02/2013 | Candango | Bezerrão       | Gama        | Brasiliense | 1–1    | Luiz Carlos 69' (pen)                                 | Washington 55'                  | [ 58 ] |
| 49  | 03/03/2013 | Candango | Serejão        | Brasiliense | Gama        | 0–0    |                                                       |                                 | [ 59 ] |
| 50  | 15/02/2014 | Candango | Mané Garrincha | Brasiliense | Gama        | 0–0    |                                                       |                                 | [ 60 ] |
| 51  | 14/03/2015 | Candango | Bezerrão       | Gama        | Brasiliense | 0–0    |                                                       |                                 | [ 61 ] |
| 52  | 15/04/2015 | Candango | Serejão        | Brasiliense | Gama        | 0–2    |                                                       | Rafael Grampola 59', Daniel 86' | [ 62 ] |
| 53  | 18/04/2015 | Candango | Bezerrão       | Gama        | Brasiliense | 0–1    |                                                       | Luiz Carlos 54'                 | [ 63 ] |
| 54  | 05/03/2016 | Candango | Abadião        | Brasiliense | Gama        | 1–0    | Gilvan 85'                                            |                                 | [ 64 ] |
| 55  | 12/03/2017 | Candango | Bezerrão       | Gama        | Brasiliense | 1–1    | Roberto Pítio 49'                                     | Reinaldo 51'                    | [ 65 ] |
| 56  | 09/02/2018 | Candango | Mané Garrincha | Brasiliense | Gama        | 2–1    | Nunes 40' (pen), Filipe Cirne 81'                     | Wanderson 7'                    | [ 66 ] |
| 57  | 17/03/2019 | Candango | Bezerrão       | Gama        | Brasiliense | 1–0    | Nunes 20' (pen)                                       |                                 | [ 67 ] |
| 58  | 13/04/2019 | Candango | Mané Garrincha | Gama        | Brasiliense | 3–1    | Vitor Xavier 14', Jefferson Maranhão 35', Emerson 65' | Badhuga 19'                     | [ 68 ] |
| 59  | 20/04/2019 | Candango | Mané Garrincha | Brasiliense | Gama        | 2–2    | Michel Platini 57', Maikon Leite 77'                  | Tarta 18', Gilsinho 56'         | [ 12 ] |

### Anos 2020
| N.º | Data       | Torneio  | Estádio        | Casa        | Visitante   | Placar | Gols (casa)                                        | Gols (visitante)                                            | Ref.   |
| --- | ---------- | -------- | -------------- | ----------- | ----------- | ------ | -------------------------------------------------- | ----------------------------------------------------------- | ------ |
| 60  | 15/02/2020 | Candango | Serejão        | Brasiliense | Gama        | 1–2    | Manoel 45+1'                                       | Luquinhas 44', Tarta 88'                                    | [ 69 ] |
| 61  | 26/08/2020 | Candango | Mané Garrincha | Brasiliense | Gama        | 3–1    | Amaral 48', Badhuga 52', Aldo 62'                  | Nunes 65' (pen)                                             | [ 70 ] |
| 62  | 29/08/2020 | Candango | Mané Garrincha | Gama        | Brasiliense | 2–0    | Éverton 56', Nunes 75' (pen)                       |                                                             | [ 13 ] |
| 63  | 26/09/2020 | Série D  | Bezerrão       | Gama        | Brasiliense | 2–1    | Wallace 19', Emerson 68'                           | Douglas 47' (pen)                                           | [ 71 ] |
| 64  | 21/11/2020 | Série D  | Serejão        | Brasiliense | Gama        | 3–0    | Jefferson Maranhão 33', Luquinhas 35', Zé Love 52' |                                                             | [ 72 ] |
| 65  | 31/03/2021 | Candango | Defelê         | Gama        | Brasiliense | 1–2    | Caíque 89' (pen)                                   | Zé Love 65', Sandy 66'                                      | [ 73 ] |
| 66  | 25/04/2021 | Candango | Defelê         | Gama        | Brasiliense | 0–3    |                                                    | Zé Love 42', Maicon Assis 45+2', 64'                        | [ 74 ] |
| 67  | 12/05/2021 | Candango | Mané Garrincha | Brasiliense | Gama        | 4–0    | Didira 27', Luquinhas 43', 51', Carlos Eduardo 79' |                                                             | [ 75 ] |
| 68  | 03/07/2021 | Série D  | Serejão        | Brasiliense | Gama        | 0–0    |                                                    |                                                             | [ 76 ] |
| 69  | 07/08/2021 | Série D  | Defelê         | Gama        | Brasiliense | 0–1    |                                                    | Zé Love 75'                                                 | [ 77 ] |
| 70  | 26/01/2022 | Candango | Mané Garrincha | Gama        | Brasiliense | 3–2    | Matheus Iacovelli 3' (pen), Milla 37', Espeto 89'  | Marcão 6', Aloísio 90+5' (pen)                              | [ 78 ] |
| 71  | 20/03/2022 | Candango | Serra do Lago  | Gama        | Brasiliense | 0–4    |                                                    | Marcão 4' (pen), 64', Gustavo Henrique 45+2', Badhuga 45+9' | [ 79 ] |
| 72  | 24/03/2022 | Candango | Abadião        | Brasiliense | Gama        | 1–0    | Luquinhas 54'                                      |                                                             | [ 80 ] |
| 73  | 05/02/2023 | Candango | Serejão        | Brasiliense | Gama        | 1–2    | Yuri Mamute 90+8'                                  | Emerson 25', Rafael 86'                                     | [ 81 ] |
| 74  | 07/02/2024 | Candango | Bezerrão       | Gama        | Brasiliense | 2–0    | Nunes 74', 80'                                     |                                                             | [ 82 ] |
| 75  | 23/02/2025 | Candango | Serejão        | Brasiliense | Gama        | 2–0    | Tarta 39' (pen), Joãozinho 90+10'                  |                                                             | [ 83 ] |
| 76  | 15/03/2025 | Candango | Bezerrão       | Gama        | Brasiliense | 3–0    | Wellington 9', Ramon 25', Luan 85'                 |                                                             | [ 84 ] |
| 77  | 26/03/2025 | Candango | Serejão        | Brasiliense | Gama        | 0–0    |                                                    |                                                             | [ 85 ] |

## Estatísticas

### Números totais
| Estatística Geral              |     |
| Número de jogos                | 77  |
| Vítórias do Brasiliense        | 29  |
| Vitórias do Gama               | 25  |
| Empates                        | 23  |
| Número de gols                 | 178 |
| Gols marcados pelo Brasiliense | 99  |
| Gols marcados pelo Gama        | 79  |

### Números por competição
| Competição                      | Jogos | Vitórias do Brasiliense | Empates | Vitórias do Gama | Gols do Brasiliense | Gols do Gama | Total de Gols |
| ------------------------------- | ----- | ----------------------- | ------- | ---------------- | ------------------- | ------------ | ------------- |
| Campeonato Brasileiro - Série B | 7     | 3                       | 1       | 3                | 9                   | 9            | 18            |
| Campeonato Brasileiro - Série D | 4     | 2                       | 1       | 1                | 5                   | 2            | 7             |
| Copa Centro-Oeste               | 2     | 0                       | 0       | 2                | 0                   | 2            | 2             |
| Campeonato Brasiliense          | 63    | 24                      | 20      | 19               | 84                  | 65           | 149           |
| Amistoso                        | 1     | 0                       | 1       | 0                | 1                   | 1            | 2             |
| Total                           | 77    | 29                      | 23      | 25               | 99                  | 79           | 178           |

### Números por estádio
| Estádio        | Localidade | Jogos | Vitórias do Brasiliense | Empates | Vitórias do Gama | Gols do Brasiliense | Gols do Gama |
| -------------- | ---------- | ----- | ----------------------- | ------- | ---------------- | ------------------- | ------------ |
| Serejão        | Taguatinga | 30    | 10                      | 12      | 8                | 35                  | 24           |
| Bezerrão       | Gama       | 24    | 6                       | 6       | 12               | 27                  | 35           |
| Mané Garrincha | Brasília   | 16    | 6                       | 5       | 5                | 23                  | 19           |
| Defelê         | Brasília   | 3     | 3                       | 0       | 0                | 6                   | 1            |
| Abadião        | Ceilândia  | 2     | 2                       | 0       | 0                | 2                   | 0            |
| Serra Dourada  | Goiânia    | 1     | 1                       | 0       | 0                | 2                   | 0            |
| Serra do Lago  | Luziânia   | 1     | 1                       | 0       | 0                | 4                   | 0            |
| Total          | Total      | 77    | 29                      | 23      | 25               | 99                  | 79           |

### Maiores goleadas
Para o Brasiliense: 4–0 (Campeonato Brasiliense de 2009, Campeonato Brasiliense de 2021 e Campeonato Brasiliense de 2022)
Para o Gama: 4–1 (Campeonato Brasiliense de 2003)

### Maiores públicos
No Serejão
Brasiliense 0–1 Gama, 34 228 pagantes, 2 de junho de 2001, Campeonato Brasiliense.
No Bezerrão
Gama 1–1 Brasiliense, 16 123 pagantes, 1 de fevereiro de 2009, Campeonato Brasiliense.
No Mané Garrincha
Brasiliense 0–0 Gama, 14 872 pagantes, 15 de fevereiro de 2014, Campeonato Brasiliense.

## Quadro comparativo
Títulos
| Competição                          | Brasiliense | Gama |
| ----------------------------------- | ----------- | ---- |
| Campeonato Brasileiro - Série B     | 1           | 1    |
| Campeonato Brasileiro - Série C     | 1           | 0    |
| Copa Verde                          | 1           | 0    |
| Torneio Centro-Oeste                | 0           | 1    |
| Campeonato Brasiliense              | 11          | 14   |
| Campeonato Brasiliense - 2ª Divisão | 1           | 0    |
| Total                               | 15          | 16   |

Participações
| Competição                          | Brasiliense | Gama |
| ----------------------------------- | ----------- | ---- |
| Campeonato Brasileiro - Série A     | 1           | 6    |
| Campeonato Brasileiro - Série B     | 7           | 10   |
| Campeonato Brasileiro - Série C     | 5           | 5    |
| Campeonato Brasileiro - Série D     | 8           | 4    |
| Copa do Brasil                      | 17          | 15   |
| Copa Verde                          | 9           | 3    |
| Copa Centro-Oeste                   | 1           | 3    |
| Campeonato Brasiliense              | 25          | 48   |
| Campeonato Brasiliense - 2ª Divisão | 1           | 0    |